# Alexandre Moret
Alexandre Moret (Aix-les-Bains, 19 de setembro de 1968 –Paris, 2 de fevereiro de 1938) foi um egiptólogo francês. 

## Biografia
Iniciado na Egiptologia por Victor Loret por volta de 1889, ele chegou ao Egito chamado pelo Departamento de Antiguidades para estabelecer o catálogo de Sarcófagos da época saite da bubastita. 
Ele ocupou a cadeira de egiptologia no Collège de France a partir de 1923. Ele foi eleito membro da Académie des Inscriptions et Belles-Lettres em 1926. Ele também foi presidente da Sociedade Francesa de Egiptologia, diretor de estudos na Escola Prática de Altos Estudos e diretor honorário do Museu Guimet . 

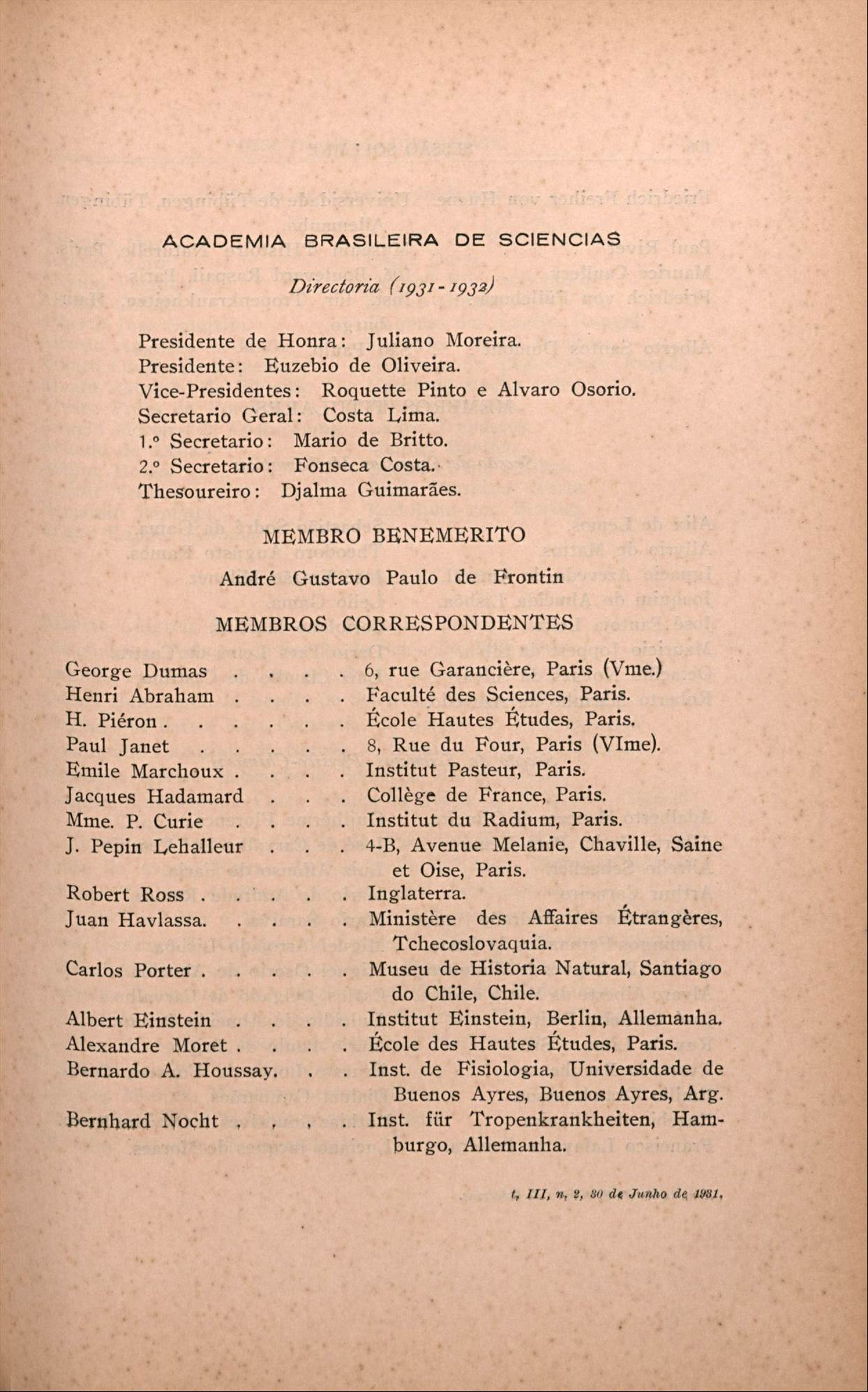
Página da Edição de 1931 dos Anais da Academia Brasileira de Ciências, com a diretoria e membros correnpondentes daquele ano. Entre os nomes, Juliano Moreira, Roquette-Pinto, Albert Einstein, Marie Curie, Bernardo Houssay e Moret.

Moret foi membro correspondente da Academia Brasileira de Ciências. 

## Publicações principais
- Coup d'œil sur l'Égypte primitive, aula de abertura do curso de egiptologia na Faculdade de Letras, impresso por A.-H. Storck, Paris, 1898.
- Du caractère religieux de la royauté pharaonique. [S.l.: s.n.] ISBN 978-2-05-102039-8  Du caractère religieux de la royauté pharaonique. [S.l.: s.n.] ISBN 978-2-05-102039-8  Du caractère religieux de la royauté pharaonique. [S.l.: s.n.] ISBN 978-2-05-102039-8
- Le Rituel du culte divin journalier en Égypte, d'après les papyrus de Berlin et les textes du temple de Séti Ier, à Abydos, E. Leroux, 1902.
- Avec P.-D.Chantepie de La Saussaye, Charles Fossey, Robert Gauthiot, Henri Hubert, P.Bettelheim, P.Bruet, Isidore Lévy et L. Lazard, Manuel d'histoire des religions, A. Colin, 1904.
- L'immortalité de l'âme et la sanction morale dans l'Égypte ancienne, E. Leroux, 1908.
- Sarcophages de l'époque bubastite à l'époque saïte, IFAO, Cairo, 1912.
- Chartes d'immunité dans l'ancien empire égyptien, Première partie, Imprimerie Nationale, 1912.
- Mystères égyptiens, 1913.
- Monuments égyptiens de la collection du Comte de Saint-Ferriol (antigamente no castelo de Uriage, atualmente no museu de Grenoble), Revue égyptologique, nouvelle série, tome 1, 1919, pp. 1-27 et 163-184, avec 5 pl.
- Fragments du mastaba de Shery, prêtre des rois Péribsen et Send, E. Leroux, 1922.
- Avec Georges Davy, Des Clans aux empires : l'organisation sociale chez les primitifs et dans l'Orient ancien, Éditions Renaissance du livre, Janeiro 1923.
- Rois et dieux d'Égypte, 1925
- Le Nil et la Civilisation égyptienne, La Renaissance du livre, 1926.
- La mise à mort du dieu en Egypte, P. Geuthner, 1927.
- Histoire de l'Orient, tome 1 : Préhistoire IVe et IIIe millénaires, Égypte - Élam - Sumer et Akkad - Babylone, PUF, 1929 - 1936.
- Histoire ancienne, Première partie, 1930.
- L'Égypte pharaonique, 1932.